# Casting (série télévisée)
Casting est une série télévisée tunisienne de quinze épisodes de 50 minutes réalisée par Sami Fehri, scénarisée et écrite par Rafika Boujday, et diffusée sur Tunisie 7 durant le ramadan 2010 puis rediffusée sur Ettounsiya TV et El Hiwar El Tounsi.

## Synopsis
Kenza, une jeune femme, rencontre grâce à Facebook un acteur, Wissal Lachkar, qui lui propose de tourner dans une série. Pendant le tournage, elle tombe amoureuse du caméraman Tarek et n'arrête pas de le harceler et de lui demander de tromper sa femme avec elle. D'un autre côté Dorra, la fille de Hsan, veut devenir actrice, au grand désespoir de son père qui est gravement malade et qui veut que sa fille se marie avec le réalisateur de son feuilleton.

## Distribution
- Fethi Haddaoui : Hsan
- Mariem Ben Chaâbane : Dorra Mnawer
- Ahmed Landolsi : Ahmed Radhouane
- Emna Chetaoui : Kenza
- Farès Belhassen : Tarek
- Atef Ben Hassine : lui-même
- Ramla Ayari : épouse de Tarek
- Fethi Mselmani : père de Kenza
- Jamila Chihi : mère de Kenza
- Néjib Belhassen : Wissal Lachkar
- Hama Hama : lui-même
- Ala Chebbi : lui-même